# Sâncraiu (okręg Kluż)
Sâncraiu (węg. Kalotaszentkirály Zentelke) – wieś w Rumunii, w okręgu Kluż, w gminie Sâncraiu. W 2011 roku liczyła 1073 mieszkańców.